# Pithecellobium mataybifolium
Pithecellobium mataybifolium är en ärtväxtart som beskrevs av Noel Yvri Sandwith. Pithecellobium mataybifolium ingår i släktet Pithecellobium och familjen ärtväxter. Inga underarter finns listade i Catalogue of Life.